# Red Hot Organization
Red Hot Organization is een Amerikaanse organisatie die in 1989 werd opgericht als de King Cole, Inc.. De organisatie richt op de strijd tegen hiv/aids en gerelateerde gezondheidskwesties. Ze werd opgericht in 1989 en wil via popcultuur de bewustwording omtrent deze aandoening vergroten, zodat er medicatie voor wordt ontwikkeld en mensen met aids overleven. De organisatie werd opgericht door John Carlin en Leigh Blake.
De organisatie ging in 1990 van start met het uitbrengen van het album Red Hot + blue waarop nummers te horen zijn die door Cole Porter (1891-1964) zijn geschreven. Dit project leverde de organisatie miljoenen dollars op. In de vijfentwintig jaar erop werkten meer dan vijfhonderd musici en mensen uit de muziekwereld mee aan de projecten van Red Hot, die bestonden uit het uitbrengen van tientallen muziekalbums en video's en het organiseren media-evenementen. Ook werkt de organisatie samen met beeldend kunstenaars

## Discografie
Hieronder volgt een verzameling van muziekalbums uitgegeven op elpee, cd of andere media
- 1990: Red Hot + blue
- 1992: Red Hot + dance
- 1993: No alternative
- 1993: Red Hot + bothered
- 1994: Red Hot + country
- 1994: Red Hot + cool: Stolen moments
- 1994: Red Hot on impulse
- 1996: Offbeat: A red hot soundtrip
- 1996: America is dying slowly
- 1996: Red Hot + Rio
- 1996: Nova bossa: Red Hot on verve
- 1997: Red Hot + latin: Silencio = muerte
- 1998: Red Hot + Lisbon: Onda sonora
- 1998: Red Hot + rhapsody
- 1998: By George (& Ira): Red Hot on Gershwin
- 1998: Twentieth-century blues: The songs of Noel Coward
- 1999: Optic nerve
- 2000: Red Hot + indigo
- 2002: Red Hot + Riot: The music and spirit of fela kuti
- 2009: Dark was the night
- 2011: Red Hot + rio 2
- 2013: Red Hot + fela
- 2014: Master mix: Red Hot + Arthur Russell
- 2014: Red Hot + Bach
- 2016: Day of the dead